# Triathlon na Letnich Igrzyskach Olimpijskich Młodzieży 2014
Triathlon na II Letnich Igrzyskach Olimpijskich Młodzieży w Nankin rozgrywany był dniach 17–21 sierpnia. Zawodnicy rywalizowali w trzech konkurencjach (sprint indywidualny chłopców, sprint indywidualny dziewcząt oraz sztafeta mieszana). Kwalifikację do turnieju olimpijskiego w triathlonie uzyskało 32 zawodników i 32 zawodniczki

## Medaliści
| Konkurencja                   | Złoto                                                                   | Srebro                                                                  | Brąz                                                                          |
| Sprint indywidualny dziewcząt | Brittany Dutton                                                         | Stephanie Jenks                                                         | Émilie Morier                                                                 |
| Sprint indywidualny Chłopców  | Ben Dijkstra                                                            | Daniel Hoy                                                              | Emil Deleuran Hansen                                                          |
| Sztafeta mieszana             | Europa 1 Ben Dijkstra Emil Deleuran Hansen Émilie Morier Kristin Ranwig | Europa 3 Carmen Gomez Cortes Bence Lehmann Sian Rainsley Giulio Soldati | Oceania 1 Brittany Dutton Daniel Hoy Elizabeth Stannard Jack van Stekelenburg |

### Tabela medalowa
| Miejsce | Państwo           | Złoto | Srebro | Brąz | Razem |
| ------- | ----------------- | ----- | ------ | ---- | ----- |
| -       | Drużyna mieszana  | 1     | 1      | 1    | 3     |
| 1       | Australia         | 1     | 0      | 0    | 1     |
| 1       | Wielka Brytania   | 1     | 0      | 0    | 1     |
| 3       | Nowa Zelandia     | 0     | 1      | 0    | 1     |
| 3       | Stany Zjednoczone | 0     | 1      | 0    | 1     |
| 5       | Dania             | 0     | 0      | 1    | 1     |
| 5       | Francja           | 0     | 0      | 1    | 1     |
|         | Razem             | 3     | 3      | 3    | 9     |